# Hibbertia saligna
Hibbertia saligna är en tvåhjärtbladig växtart som beskrevs av Robert Brown och Dc. Hibbertia saligna ingår i släktet Hibbertia och familjen Dilleniaceae. Inga underarter finns listade i Catalogue of Life.